# Mykolas Alekna
Pour les articles homonymes, voir Alekna.
Cet article possède un paronyme, voir Nicolas Anelka.
Mykolas Alekna, né le 28 septembre 2002 à Vilnius, est un athlète lituanien spécialiste du lancer du disque, détenteur du record du monde (75,56 m en 2025).

## Biographie
Mykolas Alekna est le fils de Virgilijus Alekna, double champion olympique et double champion du monde du lancer du disque. Son frère ainé, Martynas, est également discobole.
Il est étudiant à l’Université de Californie à Berkeley.
En 2021, Mykolas Alekna remporte le titre des championnats d'Europe juniors à Tallinn, puis s'impose lors des championnats du monde juniors de 2021, à Nairobi au Kenya, où il établit un nouveau record de la compétition avec 69,81 m.
Le 13 avril 2025, déjà recordman du monde, le Lituanien Mykolas Alekna a amélioré la meilleure marque de l'histoire au lancer du disque dimanche, par deux fois (74,89 m puis 75,56 m) à  Ramona (USA), lors de l'Oklahoma Throws Series. Il s'était emparé du record du monde lors du même concours en 2024.

### Champion d'Europe et vice-champion du monde (2022)

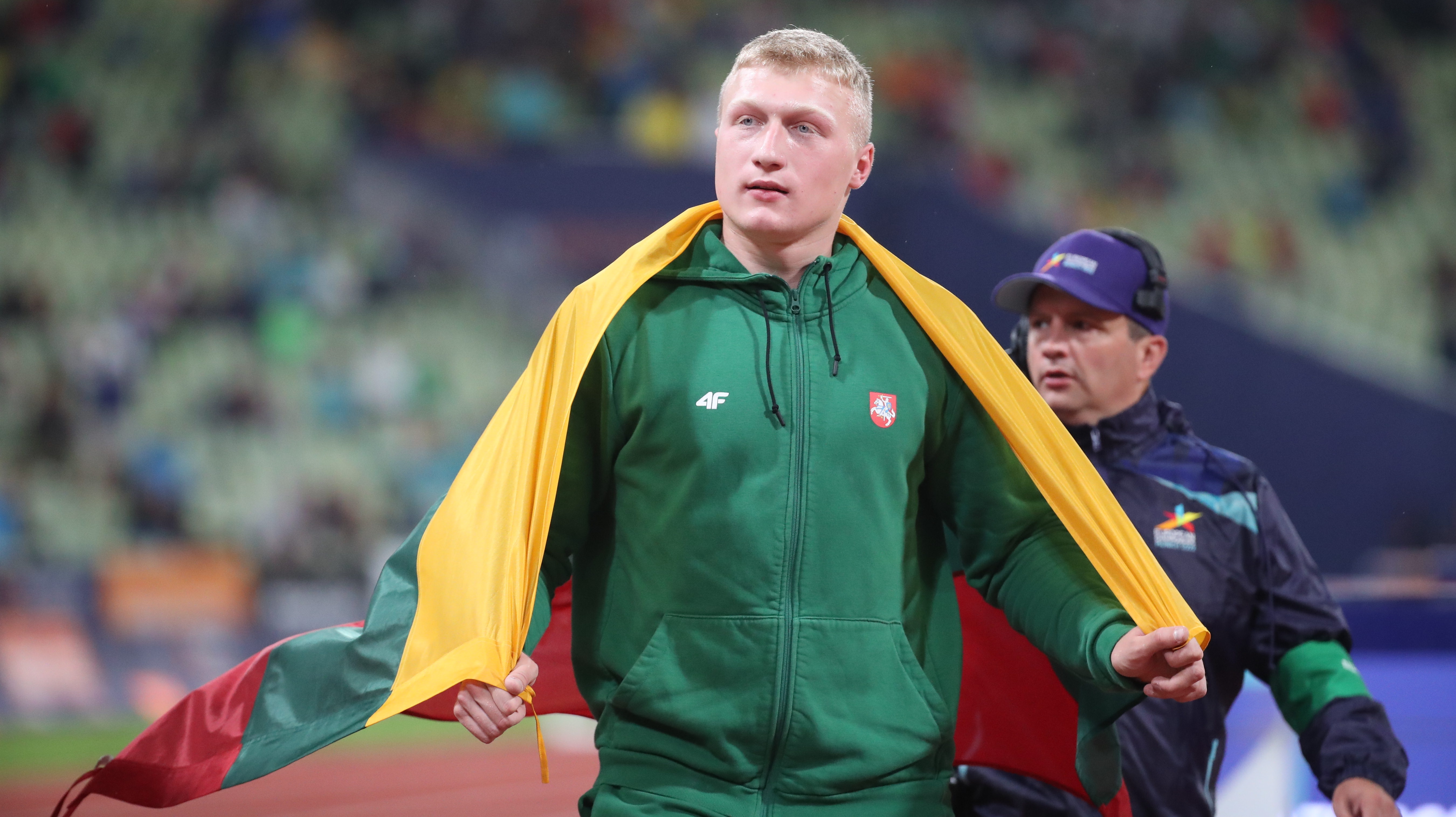
Mykolas Alekna après son titre de champion d'Europe, en 2022 à Munich.

Le 30 juin 2022 à Stockholm, il porte son record personnel avec un disque de 2 kg à 69,81 m.
Lors des championnats du monde 2022 à Eugene, il remporte la médaille d'argent avec un jet à 69,27 m, devancé par le Slovène Kristjan Čeh.
Le 19 août 2022, 16 ans après le sacre de son père Virgilijus, Mykolas Alekna remporte la médaille d'or des championnats d'Europe, à Munich en établissant la marque de 69,78 m à son 5e essai, nouveau record des championnats. Il devance Kristjan Čeh et le Britannique Lawrence Okoye.
En octobre 2022, il est désigné étoile montante masculine à l'occasion du Trophée de l'athlète européen de l'année 2022 de l'Association européenne d'athlétisme.
Le 29 avril 2023 à Berkeley en Californie, Mykolas Alekna établit un nouveau record personnel avec 71,00 m. Il devient ensuite champion d'Europe espoir à Espoo, et décroche la médaille de bronze des championnats du monde de Budapest, devancé par Daniel Ståhl et Kristjan Čeh.

### Record du monde (2024)
Le 14 avril 2024, à l’occasion du Oklahoma Throws Series World invitational à Ramona en Oklahoma aux États-Unis, Mykolas Alekna atteint la marque de 74,35 m, aidé par un fort vent, et améliore de 27 cm le record du monde de l'Allemand Jürgen Schult datant de 1986, le record du monde d'athlétisme masculin le plus ancien. Son père Virgilijus détenait la deuxième performance de l’histoire derrière Schult (73,88 m en 2000).
Le 13 avril 2025, Mykolas Alekna a frappé fort ce dimanche lors de l'Oklahoma Throws Series en battant son propre record du monde. Dès son premier essai, le Lituanien a envoyé son disque à 74,89 m, battant ainsi sa marque de 54 centimètres. Alekna, médaillé d'argent aux JO de Paris 2024, avait établi le précédent record du monde il y a un an, déjà à Ramona. Il a récidivé quelques minutes plus tard, en portant sa nouvelle marque à 75,56 m, brisant la barrière des 75 mètres.

## Palmarès
| Date | Compétition                   | Lieu     | Résultat | Marque  |
| ---- | ----------------------------- | -------- | -------- | ------- |
| 2021 | Championnats d'Europe juniors | Tallinn  | 1er      | 68,00 m |
| 2021 | Championnats du monde juniors | Nairobi  | 1er      | 69,81 m |
| 2022 | Championnats du monde         | Eugene   | 2e       | 69,27 m |
| 2022 | Championnats d'Europe         | Munich   | 1er      | 69,78 m |
| 2023 | Championnats d'Europe espoirs | Espoo    | 1er      | 68,34 m |
| 2023 | Championnats du monde         | Budapest | 3e       | 68,85 m |
| 2024 | Championnats d'Europe         | Rome     | 3e       | 67,48 m |
| 2024 | Jeux olympiques               | Paris    | 2e       | 69,97 m |

## Records

### Records personnels
| Épreuve                     | Marque       | Lieu    | Date          |
| --------------------------- | ------------ | ------- | ------------- |
| Lancer du disque            | 75,56 m (WR) | Ramona  | 13 avril 2025 |
| Lancer du disque (1,750 kg) | 69,81 m      | Nairobi | 22 août 2021  |
| Lancer du disque (1,500 kg) | 58,45 m      | Utena   | 23 mai 2019   |

### Meilleures performances par année
| Année | Lancer du disque |
| ----- | ---------------- |
| 2020  | 57,68 m          |
| 2021  | 63,52 m          |
| 2022  | 69,81 m          |
| 2023  | 71,00 m          |
| 2024  | 74,35 m          |
| 2025  | 75,56 m          |

## Récompenses
- Athlète montant européen de l'année en 2022